# Dimitris Awramopulos
Dimitris Awramopulos, gr. Δημήτρης Αβραμόπουλος (ur. 6 czerwca 1953 w Atenach) – grecki polityk i dyplomata, parlamentarzysta, w latach 1995–2002 burmistrz Aten, minister turystyki (2004–2007), zdrowia i solidarności społecznej (2007–2009), spraw zagranicznych (2012–2013), obrony narodowej (2011–2012, 2013–2014), członek Komisji Europejskiej (2014–2019).

## Życiorys
W 1978 ukończył prawo publiczne i nauki polityczne na wydziale prawa Uniwersytetu Narodowego im. Kapodistriasa w Atenach. W latach 1979–1980 odbywał studia podyplomowe w specjalizacji organizacje międzynarodowe w Boston University Brussels Graduate Center. W 1980 ukończył akademię dyplomatyczną resortu spraw zagranicznych. W 1986 uzyskał magisterium z zakresu europeistyki w instytucie studiów europejskich na Université Libre de Bruxelles.
W 1981 rozpoczął pracę w greckiej dyplomacji. W latach 1983–1988 był greckim konsulem w Liège w Belgii. Od 1989 do 1991 pełnił funkcję specjalnego doradcy przewodniczącego Nowej Demokracji i premiera Konstandinosa Mitsotakisa. W latach 1991–1992 był przedstawicielem Grecji w czasie spotkań KBWE w Wiedniu. W 1992 pełnił funkcję rzecznika MSZ, a następnie konsula w Genewie w Szwajcarii. W 1993 został mianowany dyrektorem biura dyplomatycznego przy urzędzie premiera. W 1993 zaangażował się w działalność polityczną. W wyborach parlamentarnych w październiku 1993 został wybrany do Parlamentów Hellenów z ramienia Nowej Demokracji. W październiku 1994 został wybrany na burmistrza Aten. Urząd ten objął 1 stycznia 1995 i sprawował go przez dwie kadencje do 31 grudnia 2002.
W wyborach parlamentarnych w 2004, 2007 i 2009 ponownie uzyskiwał mandat deputowanego do greckiego parlamentu z ramienia ND. W gabinecie Kostasa Karamanlisa od marca 2004 do lutego 2007 zajmował stanowisko ministra turystyki, następnie do października 2009 był ministrem zdrowia i solidarności społecznej. W 2010 został wybrany na wiceprzewodniczącego opozycyjnej wówczas Nowej Demokracji. W listopadzie 2011 objął urząd ministra obrony narodowej w koalicyjnym technicznym rządzie Lukasa Papadimosa, pełniąc tę funkcję do maja 2012. Również w 2011 zrezygnował z mandatu poselskiego, odnawiał go jednak w wyborach z maja i czerwca 2012.
W czerwcu 2012 został ministrem spraw zagranicznych w rządzie Andonisa Samarasa, po rekonstrukcji gabinetu z 25 czerwca 2013 objął stanowisko ministra obrony narodowej. W 2014 otrzymał nominację na urząd komisarza ds. migracji, spraw wewnętrznych i obywatelstwa w Komisji Europejskiej, na czele której stanął Jean-Claude Juncker, funkcję objął w listopadzie tegoż roku. Zakończył urzędowanie wraz z całą KE w 2019. Powrócił do greckiego parlamentu w wyniku wyborów w maju 2023 (reelekcja w czerwcu 2023).